# Du er ikke alene
Du er ikke alene (Nejseš sám) je dánský hraný film z roku 1978, který režírovali Ernst Johansen a Lasse Nielsen. Film zachycuje vztah dvou dospívajících mladíků na internátu.

## Děj
Příběh se odehrává v chlapeckém školním internátu koncem 70. let. Ředitel školy se snaží získat prostředky na stavbu nové školní tělocvičny. Internátní škola a její učitelé jsou částečně pod vlivem tradiční křesťanské morálky, ale někteří nově příchozí vyučující mají modernější názory na výuku a výchovu mládeže. Ředitelův syn Kim a student Bo se sblíží a zamilují se do sebe. Jeden ze studentů opakovaně rozvěšuje v prostorách školy fotografie nahých žen, takže má být vyloučen. Proti tomu protestují jeho spolužáci, takže ředitel nakonec změní své rozhodnutí. Studenti mají natočit krátký film s tématem Desatera přikázání. Film bude promítnut rodičům a učitelům na oslavě konce školního roku. Studenti se rozhodnou natočit film na téma věty Budeš milovat svého bližního jako sebe samého z knihy Leviticus. Jejich učitel Jens Carstensen jim nechá volnou ruku, takže sám netuší, co studenti vlastně natočili. Film ukazuje dva chlapce (Kima a Boa), kteří jsou do sebe zamilovaní a líbají se. Studentským filmem končí i film, takže není zřejmé, jaké jsou reakce publika.

## Obsazení
| Anders Agensø   | Bo                     |
| Peter Bjerg     | Kim                    |
| Ove Sprogøe     | Kimův otec             |
| Elin Reimer     | Kimova matka           |
| Jan Jørgensen   | učitel Jens Carstensen |
| Jørn Faurschou  | učitel Andersen        |
| Merete Axelberg | učitel Mortensen       |
| Hugo Herrestrup | Conrads                |
| Beatrice Palne  | Jensen Fru             |

## Sexuální zneužití
V roce 2018 obvinili tehdejší dětští herci (6 chlapců a 16 dívek) oba režiséry ze sexuálního zneužívání, které se dělo během natáčení tohoto i dalších filmů. Obvinění se dostalo v Dánsku široké publicity. Ernst Johansen připustil pohlavní styk s několika nezletilými herečkami.